# Mythes, rêves et mystères

Mythes, rêves et mystères est un ouvrage synthétique de Mircea Eliade, destiné au grand public mais renseignant sur les projets (que certains qualifient d'ésotériques[Qui ?]) et les convictions d'un chercheur à la croisée de l'histoire des religions, de l'anthropologie, de la sociologie du fait religieux et de la psychologie.

## Résumé de l'œuvre

### Chapitre 1: les mythes du monde moderne
Pour les sociétés archaïques le mythe est le fondement de la vie sociale: il exprime une vérité absolue, car il raconte une histoire sacrée prenant racine au temps sacré, « in illo tempore » (commencement du monde comme le temps du rêve pour le totémisme aborigène). Le mythe, de par la nature réelle et sacrée qu'il prend aux yeux des sociétés premières, est exemplaire : il sert de modèle. Mais il est aussi une forme de pensée collective et de ce fait les sociétés modernes conservent selon Eliade un certain degré de comportement mythique :
- mythes politiques comme le marxisme avec une dimension symbolique proche des mythes judéo-chrétiens ou le national-socialisme et ses références païennes.
- Les fêtes profanes qui conservent une dimension sacrée (relatif au mythe de l'éternel retour et du recommencement absolu).

Certains mythes des sociétés modernes ont suivi un processus de laïcisation et sont donc difficilement reconnaissables. Une désacralisation de la vie et du cosmos (l'univers, sous entendu la vision du monde) a conduit à la revalorisation au niveau profane des anciennes valeurs sacrées.
Le comportement mythique se caractérise par l'imitation d'un modèle trans-humain, par la répétition d'un scénario exemplaire et par la rupture du temps profane pour déboucher sur le grand temps, le temps des commencements de façon symbolique (Le chamane qui, au cours de son expérience extatique, sa transe, quittera sa condition profane, humaine, en quittant son corps ou en montrant grâce à diverses épreuves que son corps, son lien à la condition profane, n'est plus). Une autre façon qui se retrouve aussi dans le chamanisme concerne les séquences rituelles  reconsidérées comme des « enclaves » du temps sacré dans le temps profane. Eliade affirme que ces schémas sont inhérents à la nature humaine.
L'homme moderne subit l'influence de toute une mythologie diffuse qui lui propose nombre de modèles à imiter. Il s'efforce, par de nombreux moyens, de sortir du temps profane afin de vivre un temps qualitativement différent. Pour cela M. Eliade recense deux moyens d'évasion: le spectacle avec les formes qu'il prend dans la vie moderne, et la lecture. Les sociétés modernes se caractérisent par le nombre important de distractions pour sortir du temps profane. Cela est apparenté à un contrecoup de la désacralisation du travail, de la mécanisation de l'existence qui entraîne une perte de liberté. À l'échelle collective cela se traduit par le mythe politique.
Le mythe est consubstantiel à la condition humaine car il exprime l'angoisse devant le temps et le néant de la mort.
Une petite correction: à aucun moment dans ce chapitre Eliade n'évoque le chamanisme.

### Chapitre 2: le mythe du bon sauvage ou les prestiges de l'origine
Le bon sauvage est la projection de l'image mythique de l'homme naturel, l'homme du paradis terrestre, de l'âge d'or. Un âge d'or perdu par la faute de la civilisation créant ainsi une nostalgie de la condition édénique.
Mais les sociétés premières  avaient conscience, elles aussi, d'avoir perdu un paradis primordial: La perfection se trouvait avec l'origine. Elles se devaient de se remémorer des scènes de l'âge d'or et de les remettre en scène durant le temps profane à des fins diverses. La seule chose qui compte est donc ce qui s'est déroulé durant l'âge d'or, avant que l'homme ne soit déchu de ses conditions édéniques. M. Eliade distingue deux types d'évènements (temps) :
- Le temps des origines qui constitue la cosmogonie, les mythes d'origine.
- Les faits qui ne se sont pas déroulés durant le temps de l'origine.

La répétition des faits mythiques et donc de la cosmogonie se retrouve beaucoup chez les mystiques qui, pendant leurs extases, réintègrent leur condition originelle. Et la psychanalyse moderne a recours aux mêmes schémas pour la guérison de certains syndromes : retour en arrière du malade pour réintégrer sa plénitude initiale. Cela se retrouve aussi dans la philosophie bouddhiste qui veut que les grands mystiques  aient pu réintégrer toutes leurs vies passées (karma) et donc accéder à un stade supérieur : celui des origines.

### Chapitre 3: symbolisme religieux et valorisation de l'angoisse
L'homme moderne nourrit un intérêt passionné pour l'histoire. Cet intérêt se manifeste sur deux plans :
- Historiographie toujours plus poussée : on veut connaître le passé dans ses moindres détails.
- Tendance à définir l'homme comme un être conditionné par l'histoire.